# 天保窯
天保窯（てんぽうがま）は、岡山県備前市伊部にある備前焼の登り窯跡。備前市指定文化財。

## 概要
備前焼は大量生産の必要性から、室町時代後期より大窯が築窯されていた。江戸時代、備前焼は岡山藩の管理下に置かれた。江戸時代中期以降、各地で陶磁器が焼かれるようになり、備前焼の販売は次第に減少し大量生産の必要性が無くなった。日数と大量の薪を必要とする大窯は経費が掛かる上、藩の保護も減少したため、効率の良い小型の窯が求められるようになった。江戸時代前期の延宝年間（1673年～1681年）には既に藩に小型窯の築窯を要請していたが認められていなかった。江戸時代後期の天保年間（1830年～1843年）になってようやく小型で効率の良い融通窯が3カ所に築かれた。この融通窯は当時の京焼の窯を模した典型的な登り窯であり、大きなトンネル構造の大窯とは違い、小さい室を並べた構造となっている。大窯では焼成までに35日程度要していたが、この窯では10数日で焼成出来たため大幅な時間短縮と効率化が図れた。
天保窯はこの3カ所の窯のうちの一つで、不老山の麓、北大窯跡の下方にある。天保3年（1823年）頃に築窯された。築窯当初は5室であったが改修、補修を繰り返して最終的には7室にまでなり、昭和15年（1940年）頃まで使用された。
築窯された融通窯のうち残っているのはこの窯のみである。昭和46年（1971年）10月6日に備前市の文化財に指定された。この窯の保護を目的に昭和53年（1978年）に岡山県備前焼陶友会を中心に保護屋根が取り付けられた。しかし、乾燥崩壊が進行したため、再び備前焼陶友会が中心となり岡山県郷土文化財団の助成により昭和60年（1985年）に合成樹脂による保護工事が行われた。

## 参考資料
- 現地案内板